# Semaforo (singolo)
Semaforo è un singolo del rapper italiano Willie Peyote, pubblicato il 28 agosto 2020 come quarto estratto dal quarto album in studio Iodegradabile.

## Descrizione
Si tratta della traccia conclusiva dell'album, dove viene indicata come bonus track, e il titolo e un riferimento ai saltimbanchi dei semafori costretti a proporre uno spettacolo sempre differente al fine di intrattenere lo stesso pubblico. Riguardo alla scelta di pubblicarlo come singolo, il rapper ha dichiarato:

## Video musicale
Il video, pubblicato il 1º settembre 2020, è stato diretto da Stefano Carena, alterna scene in cui vengono raccontate in maniera stratta tre relazioni nate all'uscita di un locale con altre in cui Willie Peyote canta il brano su uno sfondo che omaggia il film Lo chiamavano Jeeg Robot del 2015.

## Formazione
- Willie Peyote – voce
- All Done – produzione
  - Frank Sativa – strumentazione
  - Kavah – strumentazione
  - Danny Bronzini – chitarra
  - Luca Romeo – basso
  - Dario Panza – batteria
- Marcello Picchioni – sintetizzatore, pianoforte
- Peppe Petrelli – registrazione, missaggio, coproduzione
- Giovanni Versari – mastering